# Ватрени пољубац
Ватрени пољубац је босанскохерцеговачки и југословенски хард рок / хеви метал бенд, који је 1977. године основао композитор, текстописац, певач и гитариста Милић Вукашиновић. Бенд се сматра регионалним пиониром хеви метал жанра и једним од најзначајнијих рок бендова сарајевске и бивше југословенске поп-рок сцене. За скоро четрдесет године постојања, бенд је издао 9 студијских албума, а од посљедњег окупљања 2011. издат је албум „Кад свира рокенрол”, два сингла и неколико компилација албума.

## Историја
Ватрени пољубац је 1977. године у Сарајеву основао бивши члан Кодекса, Индекса и Бијелог дугмета Милић Вукашиновић. Остала два члана првобитног састава била су Шефћет Хоџа, басиста бивши члан Дивљих јагода, и Перица Стојановић, бубњар бивши члан Индекса. Њихов први сингл издала је издавачка кућа Југотон 1978. године са пјесмама „Доктор за рокенрол” и „Твоје усне су биле мој најдражи дар”. Први сингл је одмах добио похвале критичара. Први албум под називом „Ох, што те волим јој” снимљен је 1978. у Лондону и Сарајеву за Сарајево диск, а продуцент је био Ричард Вали. Албум је имао велики број пјесма инспирисаних пионирским звуком који долази из Енглеске у то вријеме оличен Лед зепелином и Блек сабатом.
Ватрени пољубац у свом првобитном саставу снимио је свој посљедњи студијски албум „100% рокенрол” 1986. године са бившим чланом Бијелог дугмета Младеном Војичићем Тифом, једним од најпопуларнијих певача у тадашњој Југославији. Све песме је написао и компонова Милић Вукашиновић. Албум је добио сјајне критике и постоја је веома популаран широм земље, након чега је Вукашиновић распустио бенд и посветио се својој соло каријери као фолк-рок певач.

## Дискографија

### Студијски албуми
- Ох, што те волим јој (1978)
- Рецепт за рокенрол (1979)
- То је оно право (1980)
- Без длаке на језику (1980)
- Живио рокенрол (1982)
- Из ината (1985)
- 100% Рокенрол (1986)
- Све ће једном проћ’ само неће никад рокенрол (1999)
- Кад свира рокенрол (2011)

### Синглови
- Доктор за рокенрол / Твоје усне су биле мој најдражи дар (1978)
- На врат на нос и на своју руку / Од жеље да те љубим просто да полудим (1979)

### Компилације
- Велики хитови (1983, ЗКП РТВЛ)
- Др за рокенрол (1997, Нимфа саунд)
- 100% рокенрол (1997, Нимфа саунд)
- Највећи хитови (2000, Горатон)

## Чланови
- Милић Вукашиновић — вокал, гитара (1977—1986, 1998—2001, 2006, 2010—данас)
- Перица Стојановић — бубњеви (1977—1986, 2006)
- Шефћет Хоџа — бас гитара (1977—1980)
- Санин Карић — бас гитара (1980—1986, 2006)
- Велибор Рајачић — бубњеви (1985—1986)
- Неџиб Јелеч — бас гитара (1985—1986)
- Младен Војичић — вокал (1986)
- Марко Николић — бас гитара (1998—2001)
- Душан Обрадовић — бубњеви (1998—2001)
- Дејан Николић — бубњеви (2006)
- Срђан Ђукић — бас гитара (2010—данас)
- Владимир Чопић — бубњеви (2010—данас)

## Фестивали
- 1980. Ваш шлагер сезоне, Сарајево - Нека зна цијели свијет
- 1980. Опатија - Она је тако добра жена (рок вече)